# Кунеан
Кунеан (C8H8) — насыщенный углеводород с каркасной (трёхмерной) структурой (однако молекулярный граф кунеана является планарным). Название «кунеан» происходит от латинского «cuneus» — клин. Кунеан может быть получен при перегруппировке кубана, катализируемой ионами благородных металлов.
В молекуле кунеана три группы эквивалентных углеродных атомов (A, B, C), что подтверждается данными ЯМР. Молекулярный граф углеродного скелета кунеана — регулярный граф с неэквивалентными группами вершин, поэтому он представляет собой важный тестовый объект для различных алгоритмов компьютерной химии.
Некоторые производные кунеана проявляют жидко-кристаллические свойства.